# オーラビク国立公園
オーラビク国立公園（英語: Aulavik National Park. "Aulavik" はイヌヴィアルクトゥン語で「人々が旅する場所」の意）は、カナダのノースウエスト準州に属するバンクス島にある国立公園である。
この地は、北米最北の可航河川であるトムスン川へのアクセスで知られている この公園への行き来は飛行機が使われ、島の北端の北極低地12,274平方キロメートルを占めている。
この公園を訪れる最も現実的な手段は飛行機をチャーターすることで、公園内には４ヶ所の滑走路がある。
オーラビクの地勢は雪氷砂漠にあたり、往々にして強風に遭遇する。年平均降水量は約300ミリメートル。
公園の南部地区には、植生もまばらな海抜450メートルに至る高原台地がある。
この公園には、地球上でもっとも大規模なジャコウウシの大群が存在し、島内には68,000から80,000頭が棲息すると見積もられているが、おおよそその20%が、公園内に棲み着いている。
また、ありふれたバレン・グラウンド・カリブーとともに、絶滅危惧種のピアリー・カリブーも棲息している。この公園には43種の渡り鳥が飛来するが、ライチョウとワタリガラスは留鳥として留まっていると考えられている。
公園内に樹木は無く、ホッキョクギツネやカナダレミング、アメリカクビワレミング、ホッキョクウサギにハイイロオオカミが荒涼とした大地を徘徊している。公園内にいる猛禽類は、シロフクロウにケアシノスリ、シロハヤブサとハヤブサで、主にレミングを狩っている。
バンクス島南部にトゥーレ人がやってくる以前、現在オーラビク国立公園となっている一帯に前ドーセット文化の人々が居住していた。
小氷期へと至る寒冷化によりバンクス島はほぼ無人化し、17世紀にイヌヴィアルイトの人々がやってくるまで続いた。
オーラビク国立公園には２つの大きな湾があり、それぞれカステル湾とマーシー湾といい、マクルアー海峡の南に面している。ロバート・マクルアー大尉は、1850年から1853年にかけて、行方不明となったジョン・フランクリン大佐の遠征隊を捜索する任務において、マーシー湾に閉じ込められ、ＨＭＳインヴェスティゲーター号の船上で２度の冬を過ごしている。 マクルアーの隊は船を湾内に放棄し、海峡を埋める海氷の上を渡って僚船ＨＭＳレゾルート号に助けだされた。
マクルアー隊が残した物資を回収するために、ビクトリア島のコパー・イヌイットがマーシー湾をしばしば訪れた。彼らはカリブーとジャコウウシの狩猟も行っており、食料庫の痕跡が数多く残されている。20世紀に入ると、キツネの大群に惹かれてイヌヴィアルイトの民が訪れるようになった。毛皮貿易が下火になるまで、キツネ罠猟はマッケンジー・デルタや遥かアラスカのに至る人々の収入源となっていた。島内唯一の共同体であるサックス・ハーバーは、この人口流入が契機となって築かれている。

## リファレンス
1. 1 2 3 4 5  
“Aulavik National Park of Canada”.   パークス・カナダ (2015年5月7日). 2015年5月22日閲覧。
2. 1 2  
“How to Get There - Aircraft access”.   パークス・カナダ (2013年11月18日). 2015年5月22日閲覧。
3. ↑  
“How to Get There - Map of Aulavik”.   パークス・カナダ (2013年11月18日). 2015年5月22日閲覧。
4. ↑  
“Aulavik National Park of Canada”.   パークス・カナダ (2015年5月7日). 2015年5月22日閲覧。
5. ↑  
“Natural Wonders & Cultural Treasures - Geography”.   パークス・カナダ (2015年5月7日). 2015年5月22日閲覧。
6. 1 2 3  
“Natural Wonders & Cultural Treasures - Wildlife”.   パークス・カナダ (2015年5月7日). 2015年5月22日閲覧。
7. 1 2  
“Natural Wonders & Cultural Treasures - Birds”.   パークス・カナダ (2015年5月7日). 2015年5月22日閲覧。
8. ↑  
“Natural Wonders & Cultural Treasures - Vegetation”.   パークス・カナダ (2015年5月7日). 2015年5月22日閲覧。
9. 1 2 3 4 5 6 7 8  
“History and culture”.   パークス・カナダ (2015年5月7日). 2015年5月22日閲覧。